# A Ferencvárosi TC 1951-es szezonja
A Ferencvárosi TC 1951-es szezonja szócikk a Ferencvárosi TC első számú férfi labdarúgócsapatának egy szezonjáról szól, mely összességében és sorozatban is a 49. idénye volt a csapatnak a magyar első osztályban. A klub fennállásának ekkor volt az 52. évfordulója. Ebben a szezonban Bp. Kinizsi néven szerepeltek.

## Mérkőzések
| Színmagyarázat | Színmagyarázat |
| -------------- | -------------- |
|                | győzelem       |
|                | döntetlen      |
|                | vereség        |

### NB 1 1951

#### Tavaszi fordulók
| 1. forduló 1951. március 4. |

| Bp. Kinizsi                         | 4 – 1               | Dorogi Bányász |
| ----------------------------------- | ------------------- | -------------- |
| Mészáros 33' Szabó 53' 59' Guba 86' | (1 – 0) Jegyzőkönyv | Aspirány 57'   |

| Üllői út, Budapest Nézőszám: 15 000 Játékvezető: Szigeti György (magyar) |

| 2. forduló 1951. március 11. |

| SORTEX | 0 – 2       | Bp. Kinizsi            |
| ------ | ----------- | ---------------------- |
|        | Jegyzőkönyv | Mészáros 16' Óvári 89' |

| Budapest Nézőszám: 8 000 Játékvezető: Ódry Lajos (magyar) |

| 3. forduló 1951. március 18. |

| Szombathelyi Haladás | 1 – 0               | Bp. Kinizsi |
| -------------------- | ------------------- | ----------- |
| Nyírő 55'            | (0 – 0) Jegyzőkönyv |             |

| Rohonci úti stadion, Szombathely Nézőszám: 7 000 Játékvezető: Virágh Ferenc (magyar) |

| 4. forduló 1951. március 25. |

| Bp. Kinizsi  | 1 – 1               | Győri Vasas         |
| ------------ | ------------------- | ------------------- |
| Mészáros 72' | (0 – 0) Jegyzőkönyv | Gőcze 59' Pális 77′ |

| Üllői út, Budapest Nézőszám: 18 000 Játékvezető: Major László (magyar) |

| 5. forduló 1951. április 1. |

| Szegedi Honvéd     | 2 – 1               | Bp. Kinizsi  |
| ------------------ | ------------------- | ------------ |
| Korom 65' Bene 77' | (0 – 1) Jegyzőkönyv | Mészáros 26' |

| Szeged Nézőszám: 8 000 Játékvezető: Sipos Szilárd (magyar) |

| 6. forduló 1951. április 4. |

| Salgótarjáni BTC        | 3 – 0               | Bp. Kinizsi |
| ----------------------- | ------------------- | ----------- |
| Kiss 2' Bablena 50' 85' | (1 – 0) Jegyzőkönyv | Kéri 57′    |

| Salgótarján Nézőszám: 5 000 Játékvezető: Sós József (magyar) |

| 7. forduló 1951. április 8. |

| Bp. Kinizsi  | 1 – 0               | Diósgyőri Vasas |
| ------------ | ------------------- | --------------- |
| Mészáros 13' | (1 – 0) Jegyzőkönyv |                 |

| Üllői út, Budapest Nézőszám: 18 000 Játékvezető: Bácskay János (magyar) |

| 8. forduló 1951. április 21. |

| Csepeli Vasas | 1 – 2               | Bp. Kinizsi              |
| ------------- | ------------------- | ------------------------ |
| Czibor 86'    | (0 – 1) Jegyzőkönyv | Mészáros 8' Csoknyai 52' |

| Béke téri stadion, Budapest Nézőszám: 15 000 Játékvezető: Dorogi Andor (magyar) |

| 9. forduló 1951. április 30. |

| Bp. Kinizsi      | 2 – 1               | Bp. Dózsa  |
| ---------------- | ------------------- | ---------- |
| Csoknyai 26' 66' | (1 – 1) Jegyzőkönyv | Szusza 12' |

| Üllői út, Budapest Nézőszám: 32 000 Játékvezető: Pósa János (magyar) |

| 10. forduló 1951. május 6. |

| Bp. Bástya                                              | 6 – 1               | Bp. Kinizsi  |
| ------------------------------------------------------- | ------------------- | ------------ |
| Palotás 10' 15' 86' Sándor 49' Kovács 65' Hidegkuti 70' | (2 – 1) Jegyzőkönyv | Mészáros 17' |

| Megyeri út, Budapest Nézőszám: 30 000 Játékvezető: Molnár István (magyar) |

| 11. forduló 1951. május 13. |

| Bp. Kinizsi | 0 – 0               | Vasas |
| ----------- | ------------------- | ----- |
|             | (0 – 0) Jegyzőkönyv |       |

| Üllői út, Budapest Nézőszám: 30 000 Játékvezető: Kristóf Tibor (magyar) |

| 12. forduló 1951. május 20. |

| Budapesti Honvéd                                                                  | 8 – 2               | Bp. Kinizsi  |
| --------------------------------------------------------------------------------- | ------------------- | ------------ |
| Bányai 8' Babolcsay 15' Kocsis 42' 71' 83' Budai II 51' Horváth I. 59' Puskás 75' | (3 – 0) Jegyzőkönyv | Guba 58' 70' |

| Budapest Nézőszám: 22 000 Játékvezető: Dorogi Andor (magyar) |

| 13. forduló 1951. június 3. |

| Bp. Kinizsi      | 2 – 1               | Szegedi Petőfi |
| ---------------- | ------------------- | -------------- |
| Csoknyai 26' 65' | (1 – 1) Jegyzőkönyv | Király 30'     |

| Üllői út, Budapest Nézőszám: 16 000 Játékvezető: Balla Károly (magyar) |

#### Őszi fordulók
| 14. forduló 1951. szeptember 2. |

| Bp. Kinizsi | 1 – 4               | Bp. Bástya                     |
| ----------- | ------------------- | ------------------------------ |
| Szabó 18'   | (1 – 0) Jegyzőkönyv | Palotás 52' 76' 83' Kárász 59' |

| Üllői út, Budapest Nézőszám: 32 000 Játékvezető: Szigeti György (magyar) |

| 15. forduló 1951. szeptember 9. |

| Vasas                     | 2 – 0               | Bp. Kinizsi |
| ------------------------- | ------------------- | ----------- |
| Bundzsák 40' Szilágyi 60' | (1 – 0) Jegyzőkönyv |             |

| Népliget, Budapest Nézőszám: 12 000 Játékvezető: Sipos Szilárd (magyar) |

| 16. forduló 1951. szeptember 16. |

| Bp. Kinizsi | 1 – 0               | Csepeli Vasas |
| ----------- | ------------------- | ------------- |
| Hári 44'    | (1 – 0) Jegyzőkönyv |               |

| Üllői út, Budapest Nézőszám: 16 000 Játékvezető: Dorogi Andor (magyar) |

| 17. forduló 1951. szeptember 23. |

| Diósgyőri Vasas          | 3 – 2               | Bp. Kinizsi                |
| ------------------------ | ------------------- | -------------------------- |
| Vezér 45' Csorba 46' 58' | (1 – 1) Jegyzőkönyv | Török 12' (öngól) Hári 75' |

| DVTK-stadion, Miskolc Nézőszám: 9 000 Játékvezető: Balla Károly (magyar) |

| 18. forduló 1951. szeptember 29. |

| Bp. Kinizsi                                         | 3 – 0               | Szegedi Honvéd  |
| --------------------------------------------------- | ------------------- | --------------- |
| Hári 18' Palotai 32' (öngól) Mészáros 53' Óvári 87′ | (2 – 0) Jegyzőkönyv | Mednyánszky 51′ |

| Üllői út, Budapest Nézőszám: 8 000 Játékvezető: Fehér Ferenc (magyar) |

| 19. forduló 1951. október 7. |

| Győri Vasas            | 2 – 3               | Bp. Kinizsi             |
| ---------------------- | ------------------- | ----------------------- |
| Fehérvári 4' Pális 29' | (2 – 2) Jegyzőkönyv | Koczó 24' 88' Magyar 6' |

| Győr Nézőszám: 7 000 Játékvezető: Pósa János (magyar) |

| 20. forduló 1951. október 21. |

| Bp. Kinizsi           | 2 – 1               | Szombathelyi Haladás |
| --------------------- | ------------------- | -------------------- |
| Mészáros 36' Hári 43' | (2 – 0) Jegyzőkönyv | Kispéter 58' (öngól) |

| Üllői út, Budapest Nézőszám: 18 000 Játékvezető: Bokor István (magyar) |

| 21. forduló 1951. október 28. |

| Bp. Kinizsi                   | 4 – 0               | SORTEX |
| ----------------------------- | ------------------- | ------ |
| Koczó 35' 81' Horváth 46' 79' | (1 – 0) Jegyzőkönyv |        |

| Üllői út, Budapest Nézőszám: 15 000 Játékvezető: Szigeti György (magyar) |

| 22. forduló 1951. november 4. |

| Dorogi Bányász | 1 – 0               | Bp. Kinizsi |
| -------------- | ------------------- | ----------- |
| Varga 74'      | (0 – 0) Jegyzőkönyv |             |

| Bányász stadion, Dorog Nézőszám: 6 000 Játékvezető: Dorogi Andor (magyar) |

| 23. forduló 1951. november 7. |

| Bp. Dózsa  | 1 – 1               | Bp. Kinizsi |
| ---------- | ------------------- | ----------- |
| Egresi 24' | (1 – 0) Jegyzőkönyv | Szabó 47'   |

| Megyeri út, Budapest Nézőszám: 35 000 Játékvezető: Dankó György (magyar) |

| 24. forduló 1951. november 11. |

| Bp. Kinizsi                       | 5 – 1               | Salgótarjáni BTC |
| --------------------------------- | ------------------- | ---------------- |
| Koczó 64' 72' 89' Horváth 23' 62' | (1 – 0) Jegyzőkönyv | Hegyi 57'        |

| Üllői út, Budapest Nézőszám: 10 000 Játékvezető: Zsolt István (magyar) |

| 25. forduló 1951. november 25. |

| Szegedi Petőfi | 0 – 2               | Bp. Kinizsi          |
| -------------- | ------------------- | -------------------- |
|                | (0 – 0) Jegyzőkönyv | Hári 57' Horváth 78' |

| Szeged Nézőszám: 4 000 Játékvezető: Safir Sándor (magyar) |

| 26. forduló 1951. december 2. |

| Bp. Kinizsi        | 1 – 2               | Budapesti Honvéd |
| ------------------ | ------------------- | ---------------- |
| Bozsik 38' (öngól) | (1 – 0) Jegyzőkönyv | Kocsis 46' 80'   |

| Üllői út, Budapest Nézőszám: 25 000 Játékvezető: Major László (magyar) |

#### Végeredmény
| #  | Csapat               | J  | Gy | D | V  | Rg | Kg | Gk  | P  | Megjegyzés          |
| -- | -------------------- | -- | -- | - | -- | -- | -- | --- | -- | ------------------- |
| 1  | Bp. Bástya           | 26 | 22 | 2 | 2  | 96 | 27 | +69 | 46 | Bajnok              |
| 2  | Bp. Honvéd           | 26 | 18 | 6 | 2  | 83 | 26 | +57 | 42 |                     |
| 3  | Bp. Dózsa            | 26 | 12 | 7 | 7  | 64 | 44 | +20 | 31 |                     |
| 4  | Vasas SC             | 26 | 11 | 7 | 8  | 47 | 33 | +14 | 29 |                     |
| 5  | Csepel SC            | 26 | 12 | 5 | 9  | 45 | 38 | +7  | 29 |                     |
| 6  | Bp. Kinizsi          | 26 | 13 | 3 | 10 | 43 | 42 | +1  | 29 |                     |
| 7  | Győri Vasas          | 26 | 9  | 8 | 9  | 47 | 43 | +4  | 26 |                     |
| 8  | Dorogi Bányász       | 26 | 10 | 6 | 10 | 44 | 45 | -1  | 26 |                     |
| 9  | Salgótarjáni BTC     | 26 | 7  | 7 | 12 | 33 | 47 | -14 | 21 |                     |
| 10 | Szegedi Honvéd       | 26 | 6  | 8 | 12 | 29 | 55 | -26 | 20 |                     |
| 11 | Diósgyőri VTK        | 26 | 6  | 7 | 13 | 31 | 52 | -21 | 19 |                     |
| 12 | Szombathelyi Haladás | 26 | 8  | 2 | 16 | 29 | 59 | -30 | 18 |                     |
| 13 | SORTEX               | 26 | 7  | 4 | 15 | 19 | 48 | -29 | 18 | Kiesett az NB II-be |
| 14 | Szegedi Petőfi       | 26 | 2  | 6 | 18 | 27 | 78 | -51 | 10 | Kiesett az NB II-be |

#### Eredmények összesítése
Az alábbi táblázatban összesítve szerepelnek a Bp. Kinizsi 1951-es bajnokságban elért eredményei.
| Ősz/tavasz (forduló)   | Otthon | Otthon | Otthon | Otthon | Otthon | Otthon | Otthon | Idegenben | Idegenben | Idegenben | Idegenben | Idegenben | Idegenben | Idegenben |
| Ősz/tavasz (forduló)   | M      | GY     | D      | V      | LG–KG  | GK     | P      | M         | GY        | D         | V         | LG–KG     | GK        | P         |
| ---------------------- | ------ | ------ | ------ | ------ | ------ | ------ | ------ | --------- | --------- | --------- | --------- | --------- | --------- | --------- |
| Tavaszi szezon (1–13.) | 6      | 4      | 2      | 0      | 10–4   | +6     | 10     | 7         | 2         | 0         | 5         | 8–21      | –13       | 4         |
| Őszi szezon (14–26.)   | 7      | 5      | 0      | 2      | 17–8   | +9     | 10     | 6         | 2         | 1         | 3         | 8–9       | –1        | 5         |
| Összesen (1–26.)       | 13     | 9      | 2      | 2      | 27–12  | +15    | 20     | 13        | 4         | 1         | 8         | 16–30     | –14       | 9         |

### Magyar kupa
| 1951. december 16. |

| Szolnoki Lokomotív | 0 – 6 | Bp. Kinizsi        |
| ------------------ | ----- | ------------------ |
|                    |       | Horváth Koczó Hári |

| Szolnok |

| 1951. december 24. |

| Pécsi Lokomotív | 2 – 1 | Bp. Kinizsi |
| --------------- | ----- | ----------- |
|                 |       | Szabó       |

| Pécs |

### Egyéb mérkőzések
| 1951. március 26. |

| Bp. Kinizsi               | 5 – 2 | Élelmezési válogatott |
| ------------------------- | ----- | --------------------- |
| Guba Rudas Mészáros Szabó |       |                       |

| Üllői út, Budapest |

| 1951. július 29. |

| Csepeli Vasas | 2 – 5 | Bp. Kinizsi               |
| ------------- | ----- | ------------------------- |
|               |       | Szabó Óvári Mészáros Guba |

| Budapest |

| 1951. augusztus 18. |

| Bp. Dózsa | 2 – 1 | Bp. Kinizsi |
| --------- | ----- | ----------- |
|           |       | Guba        |

| Budapest |

## Külső hivatkozások
- A csapat hivatalos honlapja (magyarul)
- Az 1951-es szezon menetrendje a tempofradi.hu-n (magyarul)